# Boțmaniv, Kroleveț
Boțmaniv (în ucraineană Боцманів) este un sat în comuna Reutînți din raionul Kroleveț, regiunea Sumî, Ucraina.

## Demografie
Componența lingvistică a localității Boțmaniv
     Ucraineană (100%)
Conform recensământului din 2001, toată populația localității Boțmaniv era vorbitoare de ucraineană (100%).